# Linia kolejowa Straßgräbchen-Bernsdorf – Hoyerswerda
Linia kolejowa Straßgräbchen-Bernsdorf – Hoyerswerda – nieczynna i nieistniejąca już linia kolejowa przebiegająca przez teren kraju związkowego Saksonia, w Niemczech. Łączyła stacje Straßgräbchen-Bernsdor z dworcem Hoyerswerda.